# دريم سكيب إميرسيف
دريم سكيب إميرسيف هي شركة أمريكية متخصصة في الترفيه والتكنولوجيا. إنها تخلق تجارب الواقع الافتراضي (VR) القائمة على القصة والتي تسمح لما يصل إلى ستة أشخاص باستكشاف بيئة ثلاثية الأبعاد افتراضية في وقت واحد، ورؤية الصور الرمزية الكاملة لبعضهم البعض. باستخدام تقنية التقاط الحركة في الوقت الفعلي، ورسم خرائط الجسم بالكامل، وسماعات الواقع الافتراضي ، ومجموعات المسرح الواقعية على نطاق الغرفة، فإنه يتيح للمستخدمين التحرك دون قيود في بيئة افتراضية والتفاعل مع الأشياء المادية. تم إنشاء هذه التقنية بواسطة كاسيليا تشاربونير و سايلفين تشاجاو، وتم تطويرها بواسطة مهندسين في أرتانيم، وهو مركز أبحاث سويسري متخصص في تقنيات التقاط الحركة.  

## روابط خارجية
- الموقع الرسمي